# Покорителям космоса
«Покорителям космоса» — монумент в память достижений советского народа в освоении космического пространства, установленный 4 октября 1964 года в Останкинском районе города Москвы. Является вторым по высоте памятником в России, уступая лишь монументу Победы.

## История
4 октября 1957 года состоялся успешный запуск «Спутника-1» — первого искусственного спутника Земли. Начало космической эры человечества было решено увековечить памятником-обелиском на Ленинских (ныне Воробьёвых) горах возле главного корпуса МГУ и планировавшегося памятника Владимиру Ленину. Конкурс на проект был объявлен в марте 1958 года, и к назначенному на 10 мая окончанию приёма заявок в конкурсную комиссию поступили более тысячи проектов из 114 городов СССР и зарубежных стран, 356 из которых были отобраны и представлены на специальной выставке в Манеже. Наибольшую благосклонность жюри снискали три работы, обратившиеся к теме взлёта ракеты. Первой премии был удостоен проект архитекторов Михаила Барща, Александра Колчина, инженера Льва Щипакина и скульптора Андрея Файдыша-Крандиевского «Народ-созидатель»; второе место заняла композиция «Трое» архитекторов И. Волкова и Каро Алабяна и скульптора А. Зеленского; третьей стала «Красная звезда КЭЦ» архитектора А. Антонова и инженера Н. Быстрякова. Проект-победитель диссонировал с ансамблем Ленинских гор, поэтому было решено перенести монумент на пустырь возле входа на ВДНХ.
Проект-победитель не был лишён недостатков. В частности, не было технического решения для высотной конструкции: шлейф ракеты планировалось выполнить из дымчатого полупрозрачного стекла с ночной подсветкой изнутри. Разработку нестандартной инженерной конструкции взял на себя ЦНИИПСК им. Мельникова под руководством Владимира Лаптева. Решение облицевать монумент отполированными титановыми пластинами, не подверженными коррозии и отражающими небо, предложил конструктор-ракетостроитель Сергей Королёв, он же добился поставок дефицитного металла для строительства. Также в процессе доработки высота монумента увеличилась с первоначальных 50 метров до рекордных для Москвы 107. По инициативе Королёва в проектное задание, утверждённое Постановлением Совета Министров СССР № 316 от 10 марта 1960 года, был включён музей космонавтики, который должен был в будущем разместиться в стилобате монумента. Королёв уделял проекту монумента большое внимание, пристально следил за ходом работ, а когда переехал жить в Останкинский район, то, по свидетельствам его супруги Нины Михайловны, посещение строительной площадки стало регулярной составляющей их вечерних прогулок.
Пока архитекторы и инженеры работали над проектом, начались пилотируемые космические полёты, поэтому было решено изменить посвящение монумента, и памятник получил название «Покорителям космоса». 250-тонная стальная решётчатая конструкция, облицованная титановыми пластинами, была собрана вручную на земле и поднята при помощи специальных кранов.
Торжественное открытие монумента состоялось 4 ноября 1964 года, в седьмую годовщину запуска Первого искусственного спутника Земли и в канун 47-й годовщины Великой Октябрьской социалистической революции.
Спустя три года перед монументом на развилке проспекта Мира и улицы Академика Королёва разбили парк с мемориальной аллеей Героев Космоса. Со временем на аллее были установлены бюсты космонавтов и пионеров ракетостроения: Юрия Гагарина, Валентины Терешковой, Владимира Комарова, Сергея Королёва, Мстислава Келдыша, Валентина Глушко.
10 апреля 1981 года, в 20-летнюю годовщину полёта Юрия Гагарина, открылся задуманный Королёвым Мемориальный музей космонавтики, работу над которым от ОКБ-1 курировала комиссия под руководством конструктора М. К. Тихонравова.
В 2006—2009 годах была проведена реконструкция аллеи. Бюст Королёва был перенесён к его мемориальному дому-музею, а на аллее установили памятник работы Салавата Щербакова. Также на аллее появилась масштабная модель Солнечной системы, в которую помимо восьми общепризнанных планет был включён Плутон, двумя годами ранее лишённый статуса планеты по решению Международного астрономического союза и переквалифицированный в карликовую планету в составе пояса Койпера.
Летом 2022 года начались реставрационные работы по сохранению монумента. В декабре 2023 года они были завершены. Особое внимание при реставрации уделялось бронзовым горельефам с изображением инженеров, конструкторов и покорителей космоса, надписям на стилобате и декоративным вентиляционным решёткам. Часть работ проходила на высоте, для этого привлекали промышленных альпинистов. На первом этапе специалисты очистили поверхности монумента от загрязнений, затем провели реставрацию гранитных плит облицовки стилобата и титановых пластин обелиска. Были устранены сколы, заделаны трещины и восстановлен утраченный авторский слой патины. Далее специалисты отреставрировали надписи на стилобате и горельефы. Также были удалены дефекты на памятнике Константину Циолковскому, установленном перед монументом.

## Архитектура
Монумент «Покорителям космоса», по оценке авторов путеводителя «Москва. Архитектура советского модернизма 1955—1991 гг.», отражал новый образ СССР как современной и прогрессивной страны, открывающей космос всему миру, и именно поэтому получил исключительно абстрактное для советского монументального искусства решение. Монумент схож по форме с обелиском, изогнутым параболой, и изображает шлейф от 11-метровой ракеты, установленной на его вершине. Монумент установлен на вторящем его форме стилобате, на фасаде которого металлическими буквами выложены строки Николая Грибачёва:
И наши тем награждены усилья,
Что, поборов бесправие и тьму,
Мы отковали пламенные крылья
Своей стране и веку своему!
Ниже приведено посвящение: «В ознаменование выдающихся достижений советского народа в освоении космического пространства сооружён этот монумент». Боковые стены стилобата декорированы горельефами людей, которые внесли свой вклад в освоение космоса: учёных, инженеров, рабочих. Поначалу Файдыш-Крандиевский изобразил в числе этих людей и Сергея Королёва, что разгневало учёного, посчитавшего, что есть и более достойные герои. В задней части стилобата расположен вход в Мемориальный музей космонавтики. Через некоторое время после установки монумента, перед ним в конце аллеи Героев Космоса появился памятник Константину Циолковскому, служащий своеобразным проводником между человеческим и космическим масштабом. Монумент является важной доминантой северо-востока Москвы.
По некоторым данным, изображённый пуск можно считать аварийным.

## В культуре
Монумент «Покорителям космоса» был отчеканен на реверсе монеты номиналом 10 копеек, выпущенной в 1967 году в серии «50 лет Советской власти». Памятник изображён на фоне лучистого солнца, в правой верхней части реверса монеты обозначено её достоинство. Изображение и надписи выполнены рельефными. Солнце на изображении монеты де-факто является заходящим. Также монумент попал на реверс олимпийской монеты номиналом 1 рубль. На ней памятник отчеканен на фоне орбитальной станции типа «Салют», справа снизу от него расположена эмблема Олимпиады-80, а вдоль верхнего края монеты изгибается надпись «Игры XXII Олимпиады • Москва • 1980».

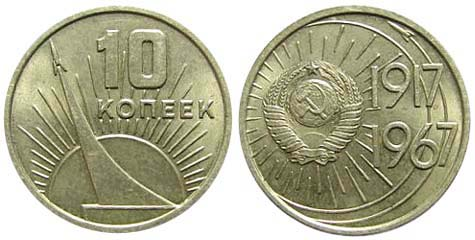
Изображение монумента на юбилейной десятикопеечной монете из серии «50 лет Советской власти», 1967 год
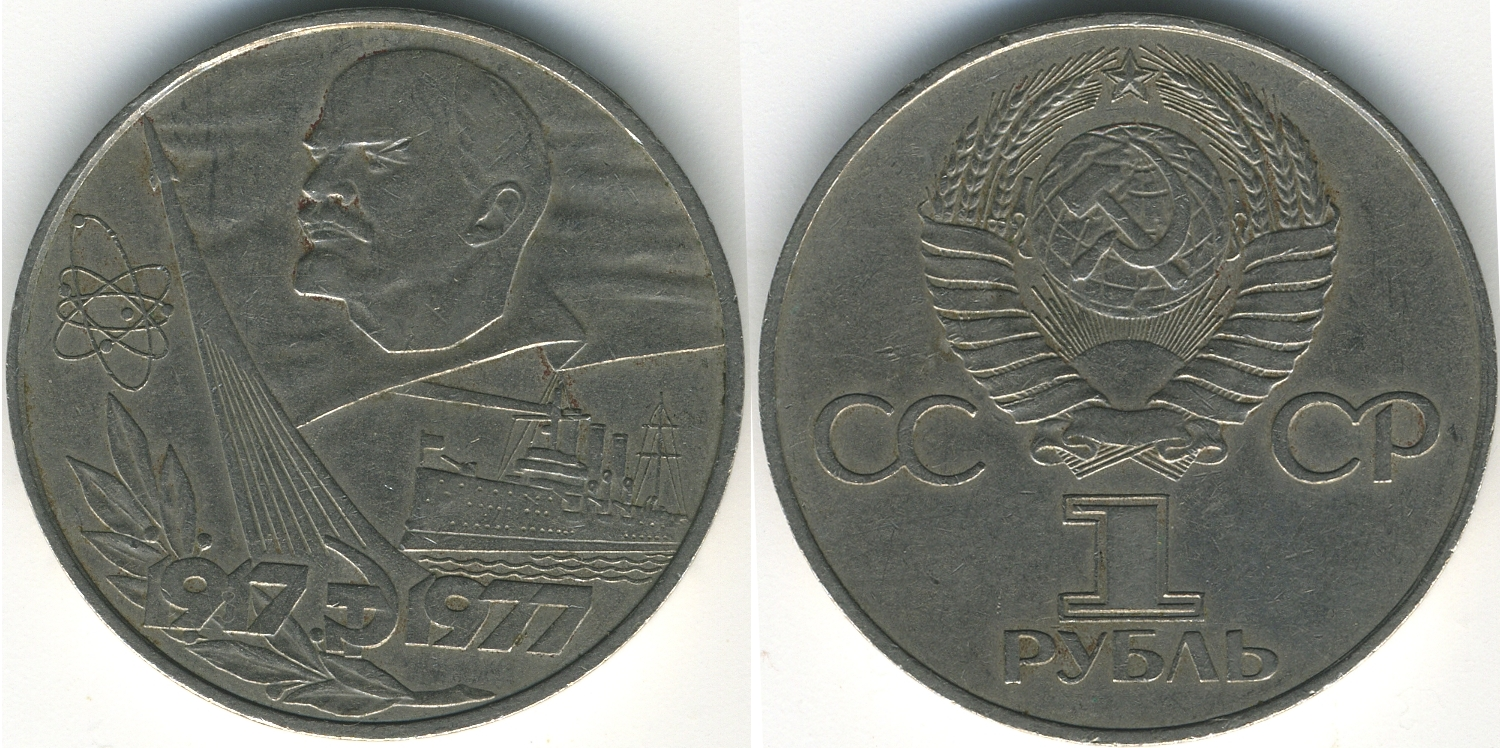
Изображение монумента на реверсе юбилейной однорублёвой монеты СССР, 1977 год
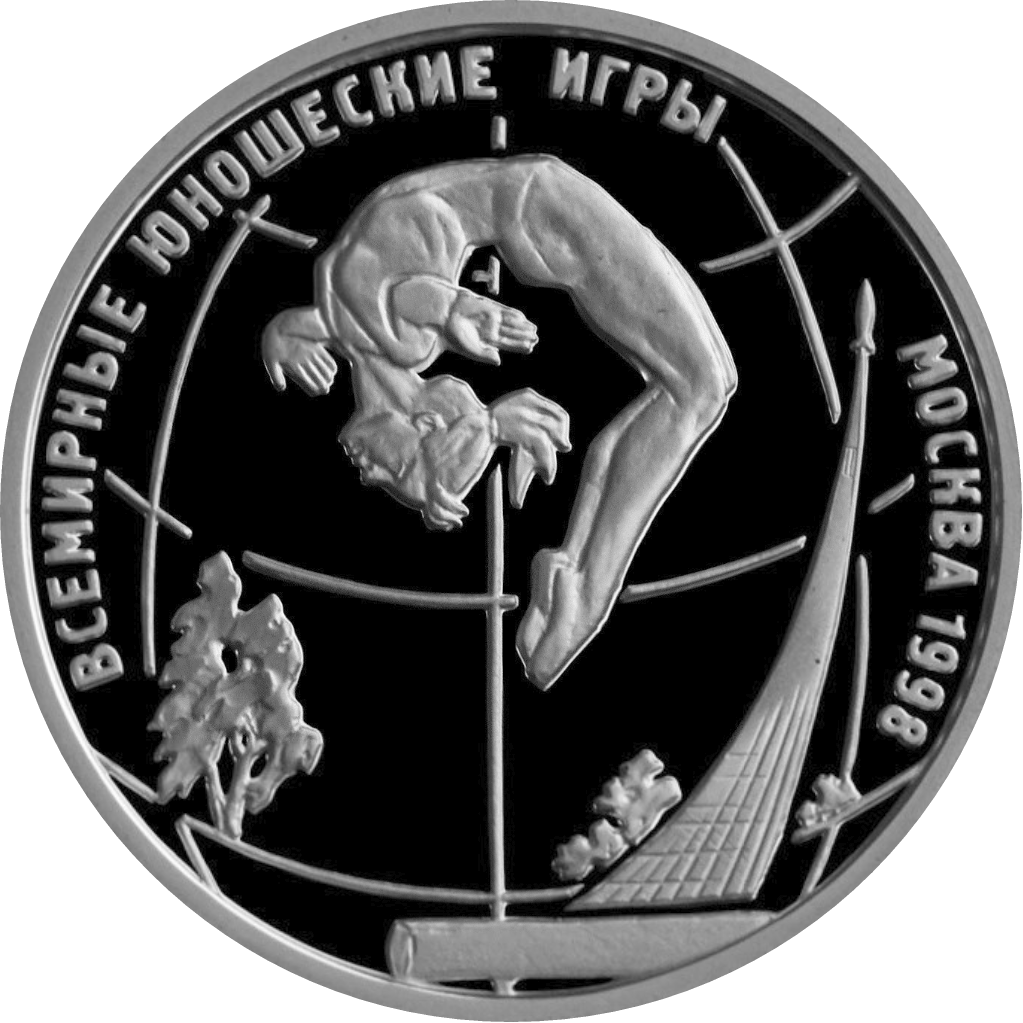
Памятная монета Банка России, 1998 г.: «Всемирные юношеские игры», 1 рубль.
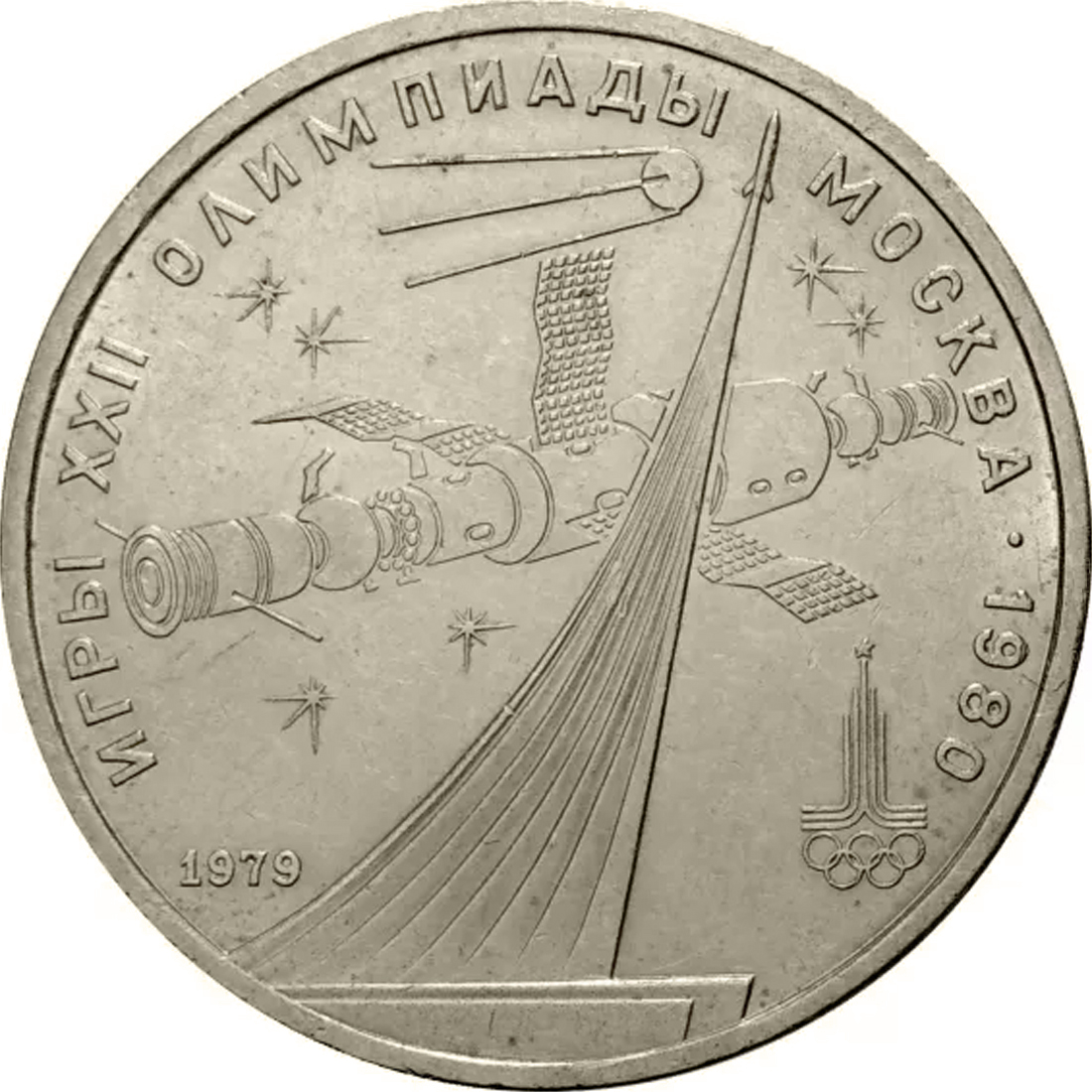
Монета «Игры XXII Олимпиады Москва 1980. Монумент покорителям космоса», 1 рубль, 1979, медно-никелевый сплав, реверс.
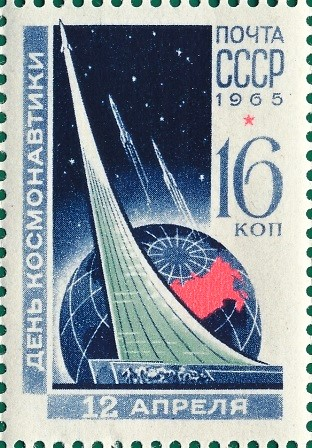
Почтовая марка, 1965 год

Вместе с памятником Юрию Гагарину на Ленинском проспекте монумент «Покорителям космоса» фигурирует в видеоклипе группы Pet Shop Boys на композицию «Go West», а также появляется в клипе на песню «Sweet Lullaby» коллектива Deep Forest. Кроме того, обелиску посвящён советский мультфильм «Мурзилка на спутнике», выпущенный в 1960 году.

## Реплики
Известно о нескольких копиях монумента. Одна является частью памятника Константину Циолковскому в городе Боровске Калужской области, где учёный прожил 15 лет, работал учителем и проводил первые изыскания до перевода с повышением в Калугу. Первоначально памятник состоял из уменьшенной копии монумента «Покорителям космоса» и бюста учёного, однако в 1980-х годах последний был демонтирован после нескольких актов вандализма, а в 2007 году заменён на бронзовую фигуру работы скульптора Сергея Бычкова.
Другая копия была передана СССР в дар Организации объединённых наций и установлена на территории Дворца Наций — европейской штаб-квартиры ООН.

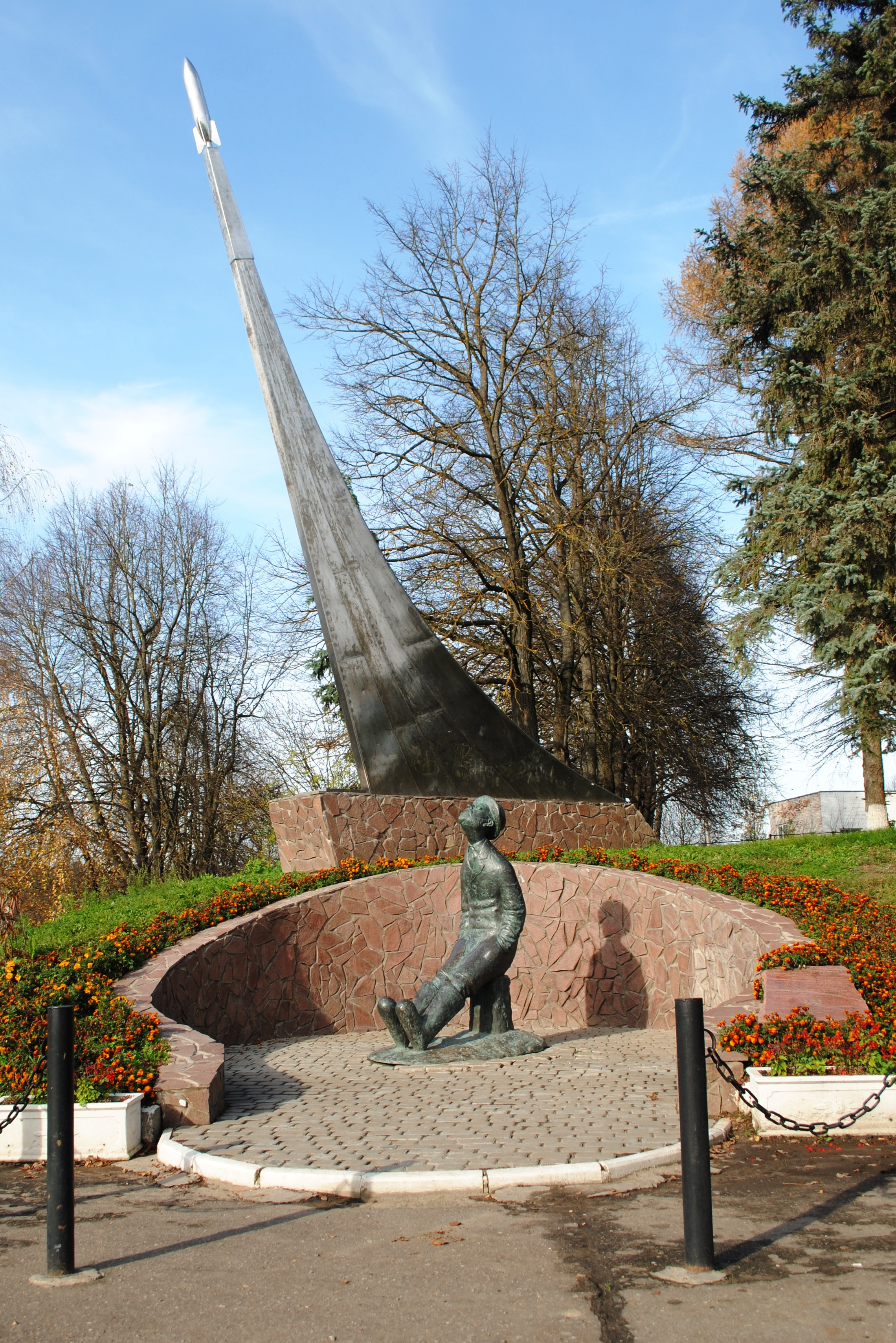
Памятник К. Э. Циолковскому в городе Боровске Калужской области (2012)
Памятник на месте приземления Ю. А. Гагарина («Парк покорителей космоса») в Саратовской области
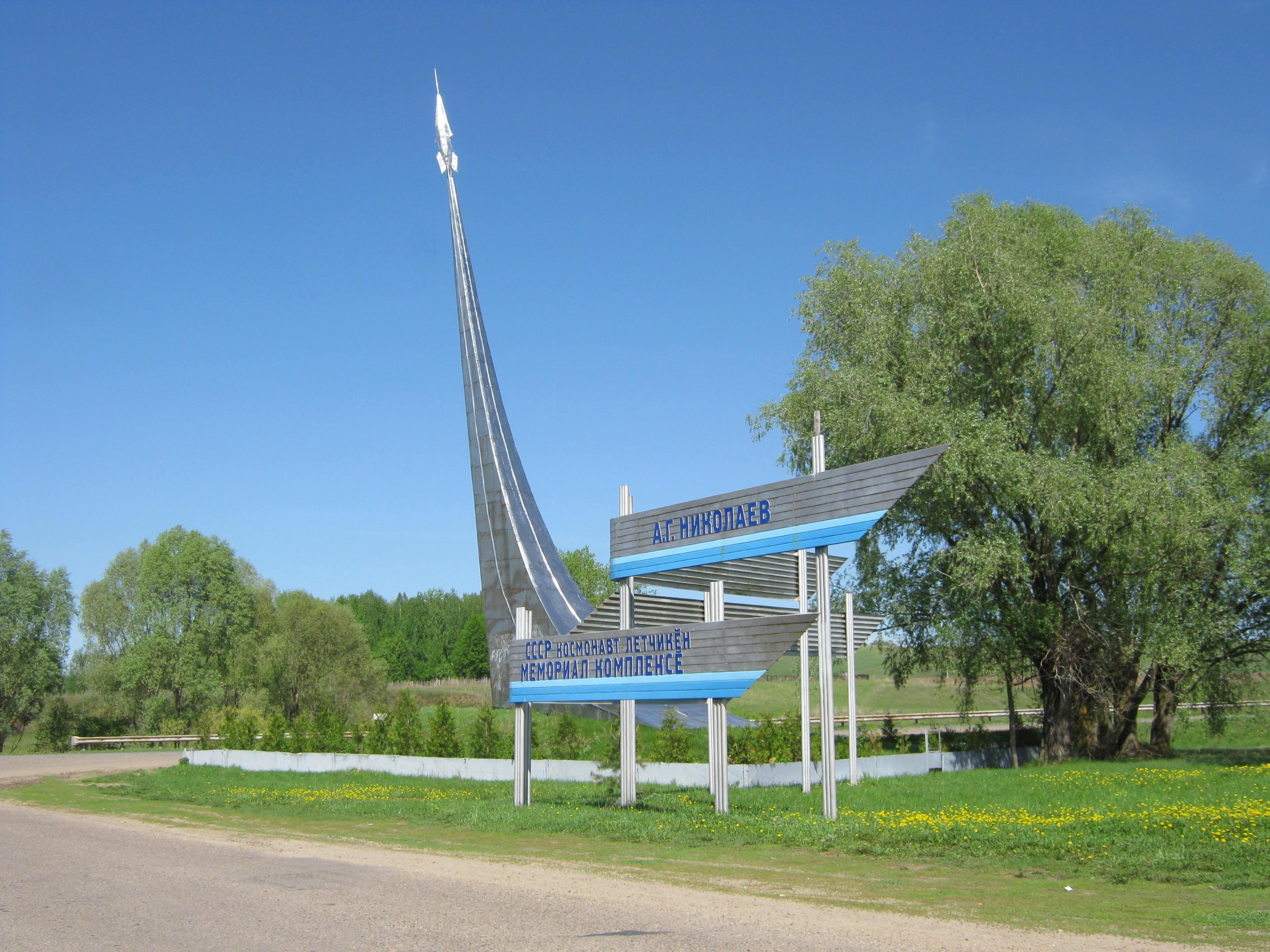
Постамент при въезде на территорию мемориального комплекса лётчика-космонавта СССР А. Г. Николаева в селе Шоршелы